# تاكانوري ناكاجيما
تاكانوري ناكاجيما (باليابانية: 中島 崇典) (9 فبراير 1984 في تشيبا في اليابان – )؛ هو لاعب كرة قدم ياباني سابق كان يلعب كمدافع.

## وصلات خارجية
- تاكانوري ناكاجيما على موقع الاتحاد الدولي (مؤرشف)  (الإنجليزية)
- تاكانوري ناكاجيما على موقع رابطة كرة القدم اليابانية للمحترفين (اليابانية)
- تاكانوري ناكاجيما على موقع قاعدة بيانات كرة القدم.إي يو (الإنجليزية)
- تاكانوري ناكاجيما على موقع Soccerway.com (الإنجليزية)
- تاكانوري ناكاجيما على موقع عالم كرة القدم.نت (الإنجليزية)
- تاكانوري ناكاجيما على موقع كووورة